# 朱陽鎣
鉅野恭定王朱陽鎣（1435年—1505年），明朝魯藩第二代鉅野王，鉅野僖順王朱泰墱的嫡長子。

## 生平
正統九年（1444年）四月，獲賜名陽鎣。景泰二年（1451年）五月，封鉅野長子，獲賜一品冠服。成化三年（1467年）正月，鉅野僖順王朱泰墱去世。成化五年（1469年）十一月，朱陽鎣襲封鉅野王。
弘治十八年（1505年）正月，朱陽鎣去世，享年七十一歲，諡號恭定。三年後，嫡長子朱當涵襲爵。

## 家庭

### 妻妾
- 孔氏，景泰二年（1451年）五月冊為鉅野長子夫人[2]，成化五年（1469年）十一月冊為鉅野王妃[4]，弘治十一年（1498年）去世[7]。

### 子孫
- 嫡長子：鉅野長子→鉅野莊憲王朱當涵
- 第二子：鎮國將軍朱當渝[8]
  - 孫：輔國將軍朱健柘（1489年－1528年）[9]
    - 曾孫：奉國將軍→庶人朱觀焳
      - 玄孫：奉國中尉→庶人朱頤墥[10]

    - 曾孫：朱觀㷮
    - 曾孫：朱觀𤈜[11]

  - 孫：輔國將軍朱健榮（1492年－1559年）
    - 曾孫：奉國將軍朱觀談
    - 曾孫：奉國將軍朱觀焌
    - 曾孫女：清河縣君，儀賓王勳
    - 曾孫女：應山縣君，儀賓解諒[12]